# Okręg Aleutians East
Okręg Aleutians East (ang. Aleutians East Borough) – okręg w Stanach Zjednoczonych położony w stanie Alaska. Siedziba okręgu znajduje się w mieście Sand Point.
Okręg Aleutians East położony jest w zachodniej części półwyspu Alaska oraz na kilku wyspach Aleutów. Zamieszkany przez 3141 osób z tego 27,9% ludności stanowią rdzenni mieszkańcy tych terenów. 	 

## Miasta
- Akutan
- Cold Bay
- False Pass
- King Cove
- Nelson Lagoon (CDP)
- Sand Point